# Balanococcus diminutus
Balanococcus diminutus är en insektsart som först beskrevs av Leonardi 1918.  Balanococcus diminutus ingår i släktet Balanococcus och familjen ullsköldlöss. Inga underarter finns listade i Catalogue of Life.